# Sicherheitsabstand
Als Sicherheitsabstand bezeichnet man im Allgemeinen die räumliche Distanz zu einem Objekt oder den zeitlichen Abstand zu einem Vorgang, die das Entstehen einer Gefahr vermeiden soll.

## Straßenverkehr

### Deutschland

#### Definitionen
Den Sicherheitsabstand im Straßenverkehr definiert man

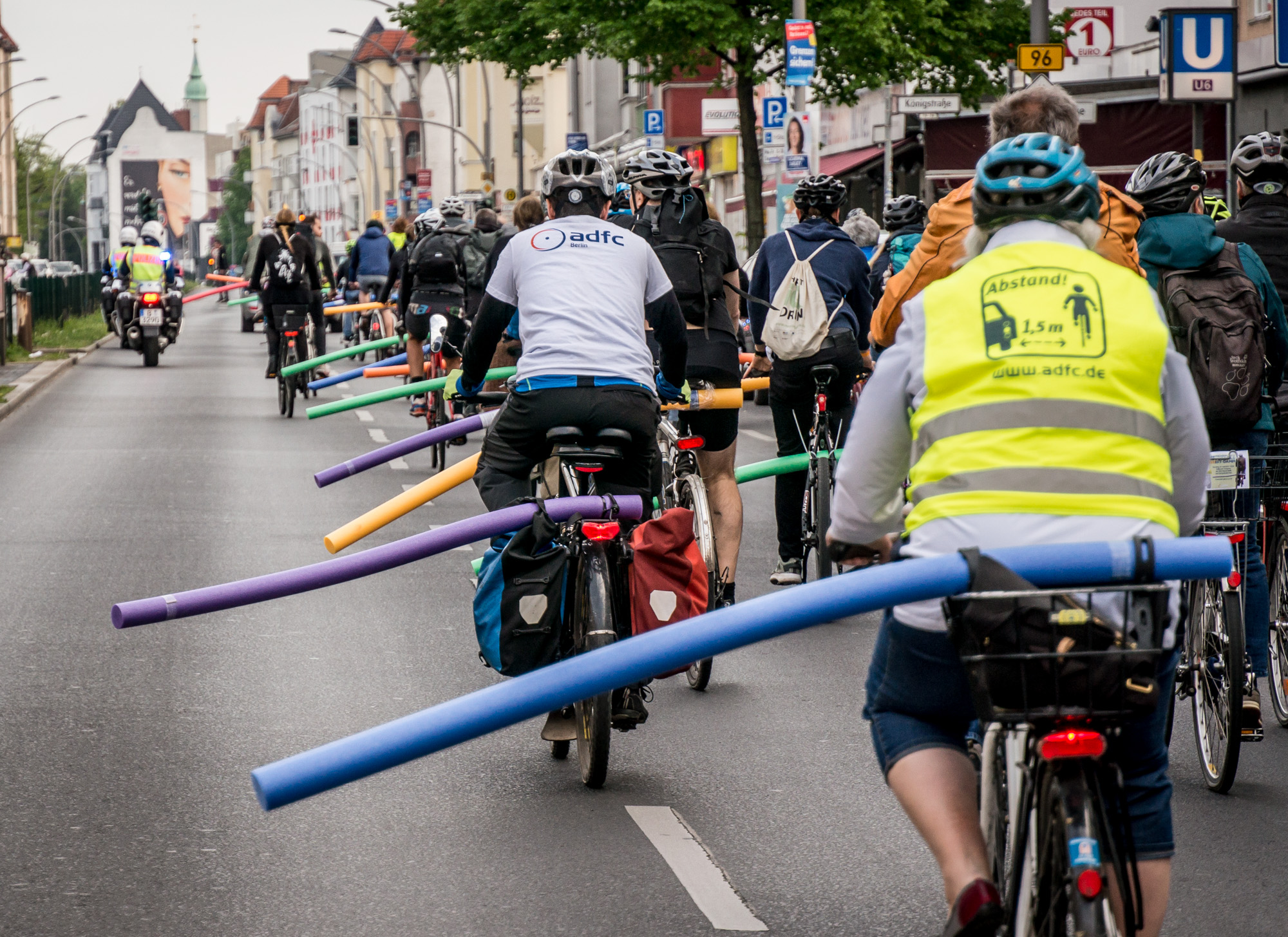
Fahrraddemonstration für die Einhaltung des seitlichen Sicherheitsabstandes von 1,5 Metern

- zur Seite (Überholen/Gegenverkehr): Die Festlegung eines generellen Mindestabstands würde dem Einzelfall nicht gerecht, der u. a. von Geschwindigkeit und Kfz-Typ (aerodynamische Effekte, insbesondere unterschiedliche Sogwirkung) sowie Topographie der Infrastruktur (Schwanken des Radfahrers bei ansteigendem Streckenverlauf) oder der Art des Straßenbelages (z. B. Kopfsteinpflaster) abhängig wäre. Diesem Umstand trägt der unbestimmte Rechtsbegriff ausreichender Seitenabstand in § 5 Abs. 4 Satz 2 StVO Rechnung.[1] Die Rechtsprechung unterscheidet Abstände je nach Art des Verkehrsteilnehmers und kommt zu unterschiedlichen Interpretationen des ausreichenden seitlichen Abstands. Bei einspurigen Fahrzeugen (Fahrrad, Motorrad) beträgt dieser mindestens 1,5 m, zu mehrspurigen Fahrzeugen mindestens 1,0 m, bei wartenden Linien- und Schulbussen mindestens 2,0 m.

- nach Vorne: nach § 4 Abs. 1 StVO muss der Abstand so groß sein, dass angehalten werden kann, auch wenn das vorausfahrende Fahrzeug plötzlich gebremst wird. Was das im Einzelnen bedeutet, hängt damit stark von Fahrgeschwindigkeit und Verkehrsverhältnissen ab. Nach gängigen Faustformeln gilt innerhalb geschlossener Ortschaften ein Sicherheitsabstand als ausreichend, der gleich der in 1 Sekunde gefahrenen Strecke (15 m bei 50 km/h oder 3 Pkw-Längen) ist, außerhalb geschlossener Ortschaften gleich der in 2 Sekunden gefahrenen Strecke (2-Sekunden-Test siehe unten; dies ergibt ähnliche Ergebnisse wie die Faustformel: Abstand gleich halber Tacho – bei 100 km/h also 50 m, entsprechend dem einfachen Abstand zwischen zwei Leitpfosten in Deutschland bzw. dem 1½-fachen Leitpfostenabstand in Österreich). Für den Sicherheitsstand im Großstadtverkehr reicht der Abstand, den das Fahrzeug in 0,75 Sekunden zurücklegt (Saarbrücken, VRS 34, 228 im Anschluss an v. Nitsch, DAR 62, 177, 192).

- Bei reduzierter Haftung auf der Fahrbahn, schlechten Straßenverhältnissen, bei Kurven, in Steigungen/Gefälle, schlechter Sicht und eventuell fahrzeugbedingt stark unterschiedlichen Bremswegen sind größere Abstände nötig. (Daher trifft der Begriff „Mindestabstand“ nicht wirklich den Kern dieser ernsten Sicherheitsprobleme, man sollte vielmehr bei den gängigen Faustformeln von einem „Minimalabstand“ sprechen und weiterführend im Detail einen „Idealabstand“ in den didaktischen Fokus nehmen.[2])

#### Verbot des Unterschreitens des angegebenen Mindestabstandes

Zeichen 273-70 der StVO weist auf das Verbot des Unterschreitens des angegebenen Mindestabstandes hin

Das Zeichen 273 der StVO verbietet dem Führer eines Kraftfahrzeuges mit einem zulässigen Gesamtgewicht über 3,5 t oder einer Zugmaschine, den angegebenen Mindestabstand zu einem vorausfahrenden Kraftfahrzeug gleicher Art zu unterschreiten. Personenkraftwagen und Kraftomnibusse sind ausgenommen.
Dieses Zeichen (siehe Abbildung) weist darauf hin, dass LKW mit einer zulässigen Gesamtmasse von mehr als 3,5 t zum Vordermann in jedem Fall den angegebenen Mindestabstand einhalten müssen. Davon ausgenommen sind PKW > 3,5 t und Kraftomnibusse. Dies gilt auch bei stillstehendem Verkehr und dient nicht so sehr als besonderer Hinweis, den zur Unfallvermeidung erforderlichen Sicherheitsabstand einzuhalten, der sowieso zu jeder Zeit vorgeschrieben ist, sondern soll anderen Sicherheitsproblemen begegnen. So z. B. das Überlasten bestimmter Brücken oder die Ausbreitung eines möglichen Brandes in einem Tunnel.
In Deutschland können Abstandsvergehen mit Bußgeld, Punkten und sofortigem Führerscheinentzug bestraft werden.

### Ermittlung des Sicherheitsabstandes

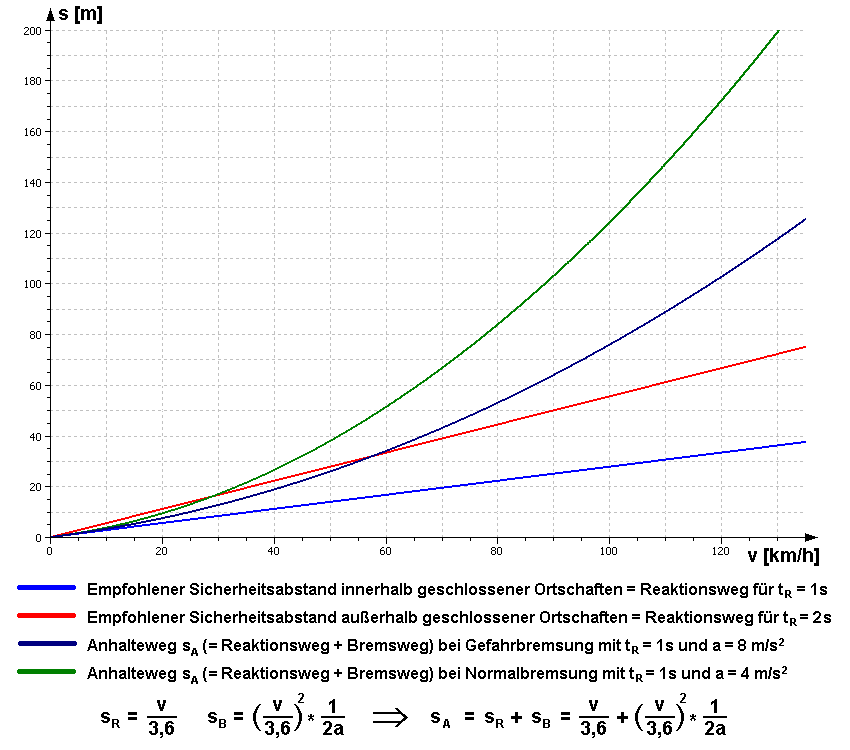
Sicherheitsabstände und Anhaltewege in Abhängigkeit von der Fahrzeuggeschwindigkeit und Bremsverzögerung

Um nicht auf ein Objekt aufzufahren, das augenblicklich zum Stehen kommen kann, muss der Sicherheitsabstand eigentlich so groß gewählt werden wie der gesamte Anhalteweg, also Reaktionsweg zuzüglich des mit dem Quadrat der Geschwindigkeit wachsenden Bremswegs.

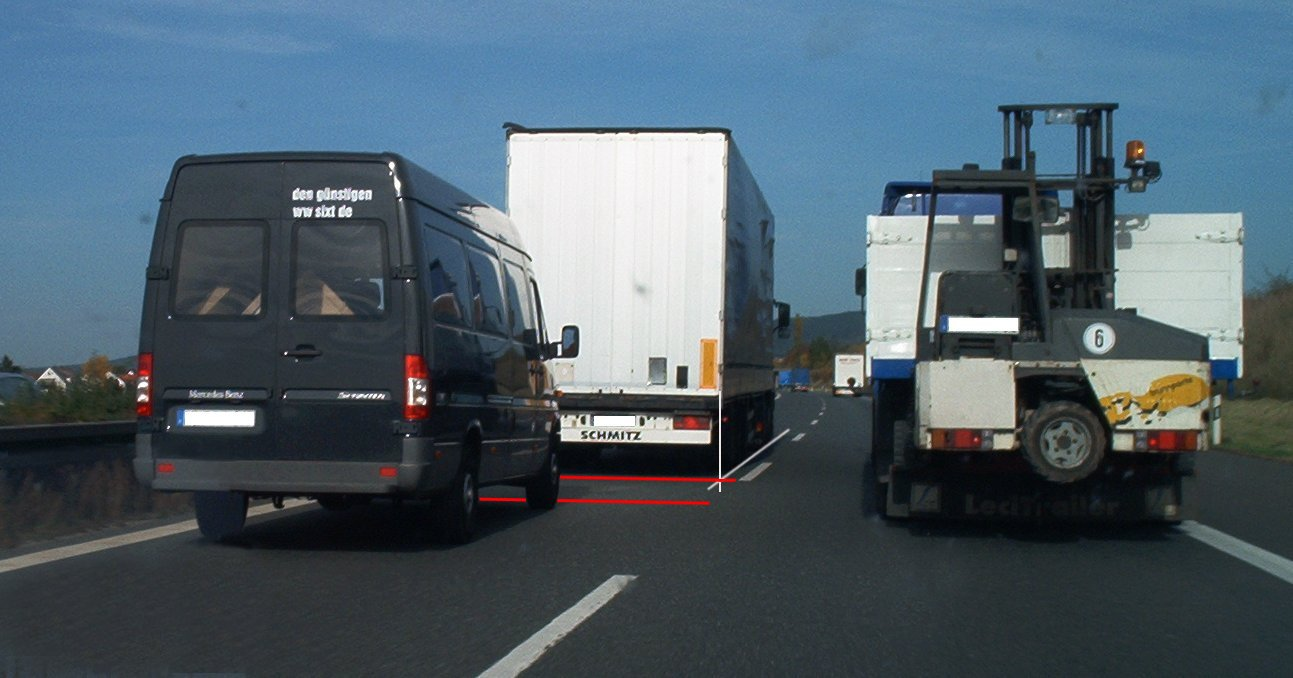
Abstand gleich halber Tacho in Metern – bei der hier gefahrenen Geschwindigkeit von 80 km/h wären dies mindestens 40 m, die klar unterschritten werden

Der absolute Mindestabstand muss dabei der persönliche Reaktionsweg sein. Die Einhaltung des gesamten Anhaltewegs ist allerdings nur selten notwendig, da auch der Vordermann ja i. d. R. einen Bremsweg hat, also nicht augenblicklich zum Stehen kommt. Der empfohlene Sicherheitsabstand nimmt daher de facto nur linear mit der Geschwindigkeit zu (siehe nebenstehende Abb.).
Die Reaktionszeit beträgt typischerweise eine Sekunde. Als Minimalsicherheitsabstand s sollte der doppelte Wert, also tr = 2s, eingehalten werden. Eine Umrechnung in Metern bei einer Geschwindigkeit v in km/h ergibt:
{\displaystyle s=v\cdot 0{,}55}
Ein Sicherheitsabstand von 1,8 Sekunden entspricht also etwa der Distanz der halben Tachoanzeige in Metern.
Sicherheitsabstand und Geschwindigkeit bestimmen die Kapazität einer Straße. Sie liegt bei 0,2 (10 km/h) bis 0,5 (120 km/h) Fahrzeugen pro Sekunde und nimmt bei höheren Geschwindigkeiten nur unwesentlich zu. Wird nicht der Reaktionsweg, sondern der Anhalteweg zugrunde gelegt, fällt die Fahrzeugkapazität oberhalb 100 km/h deutlich unter 0,2 Fahrzeuge pro Sekunde. Auch die Berücksichtigung psychologischer Faktoren verringert die Kapazität bei höheren Geschwindigkeiten. Das Maximum wird bei einer Geschwindigkeit von 85 km/h beobachtet. Die ebenfalls gemessene Fahrzeugkapazität von bis zu 2600 Fahrzeugen pro Stunde und Fahrstreifen lässt sich nur erreichen, wenn der Sicherheitsabstand unter 2 Sekunden liegt.
Die Nichteinhaltung des Sicherheitsabstandes kann durch verschiedene technische Messmethoden festgestellt werden. Beim Brückenabstandsmessverfahren ist zwischen dem Traffipax-Verfahren und dem Distanova-Verfahren zu unterscheiden. Hier wird zunächst das Abstandsverhalten des überwachten Fahrzeugs im Fernbereich visuell oder mittels Lichtbild festgestellt. Beim Verdacht einer Abstandsunterschreitung wird dann im Nahbereich mit Hilfe der Fahrbahnmarkierungen und Stoppuhren oder Lichtbildern der Sicherheitsabstand ermittelt. Beim Videoabstandsmessverfahren (VAMA) befindet sich die Messanlage auf einer Brücke. Der ankommende Verkehr wird nach Auslösung eines Aufzeichnungsvorganges sowohl im Nahbereich als auch im Fernbereich durchgehend erfasst. Danach werden die beiden Aufzeichnungen als Schnittbild zusammengesetzt und der Sicherheitsabstand ermittelt. Daneben werden weitere technische Geräte eingesetzt, um zu ermitteln, ob der Sicherheitsabstand eingehalten worden ist: Police-Pilot-System (PPS), Verkehrs-Kontroll-System (VKS), Vidista.

### Unfallforschung
Die deutsche Unfallforschung der Versicherer (UDV) hat mit einem „echten“ Unfall bei 100 km/h gezeigt, dass selbst ein Profi hinter dem Steuer nicht mehr reagieren kann, wenn der Vordermann plötzlich bremst und der Sicherheitsabstand nicht eingehalten wurde. Die Folge: Bei 15 Metern Abstand – ein Wert der auf deutschen Autobahnen tagtäglich zu beobachten ist – kommt es zwangsläufig zum Auffahrunfall.
Die Bundesstatistik weist für 2010 rund 42.000 Unfälle mit Verletzten oder Getöteten aus, bei denen die Ursache „Ungenügender Sicherheitsabstand“ war. Das sind rund 12 % aller Unfälle dieser Kategorie. Auf Autobahnen wurden 2008 sogar 29 % aller Unfälle mit Getöteten durch Auffahren verursacht. Ein Blick in die Unfalldatenbank der Versicherer zeigt auch, dass schwere und tödliche Verletzungen bei zwei fahrenden Fahrzeugen (wie im Live-Versuch) noch wahrscheinlicher sind als bei Auffahrunfällen, bei denen ein Fahrzeug schon steht. Außerdem steigt die Unfallschwere nochmals an, wenn mehr als zwei Autos in den Crash involviert sind. Dann ist bei jedem dritten Unfall ein Schwerverletzter oder Getöteter zu erwarten.
Bei der genaueren Analyse dieser Auffahrunfälle außerorts fällt auf, dass 80 % der Verursacher männlich sind. Acht von zehn Unfällen ereignen sich auf frei befahrbarer Strecke, also ohne dass Kreuzungen, Einmündungen oder Kreisverkehre den Verkehrsfluss stören.
Folgende Maßnahmen könnten nach Ansicht der Unfallforschung der Versicherer (UDV) das Problem entschärfen: Intelligente Tempomaten in Kombination mit Abstandswarn- und Notbremssystemen. Diese sollten in allen Pkw eingebaut werden. Nachrüstbare Abstandswarnsysteme sollten verstärkt angeboten und ihr Einbau empfohlen werden. Über die Wahrnehmungsdefizite und Hilfsmittel (Tachoblick, Leitpfosten) sollte mehr informiert werden. Mit regelmäßigen Kontrollen sollten die „Unbelehrbaren“ sanktioniert werden.

## Eisenbahnverkehr

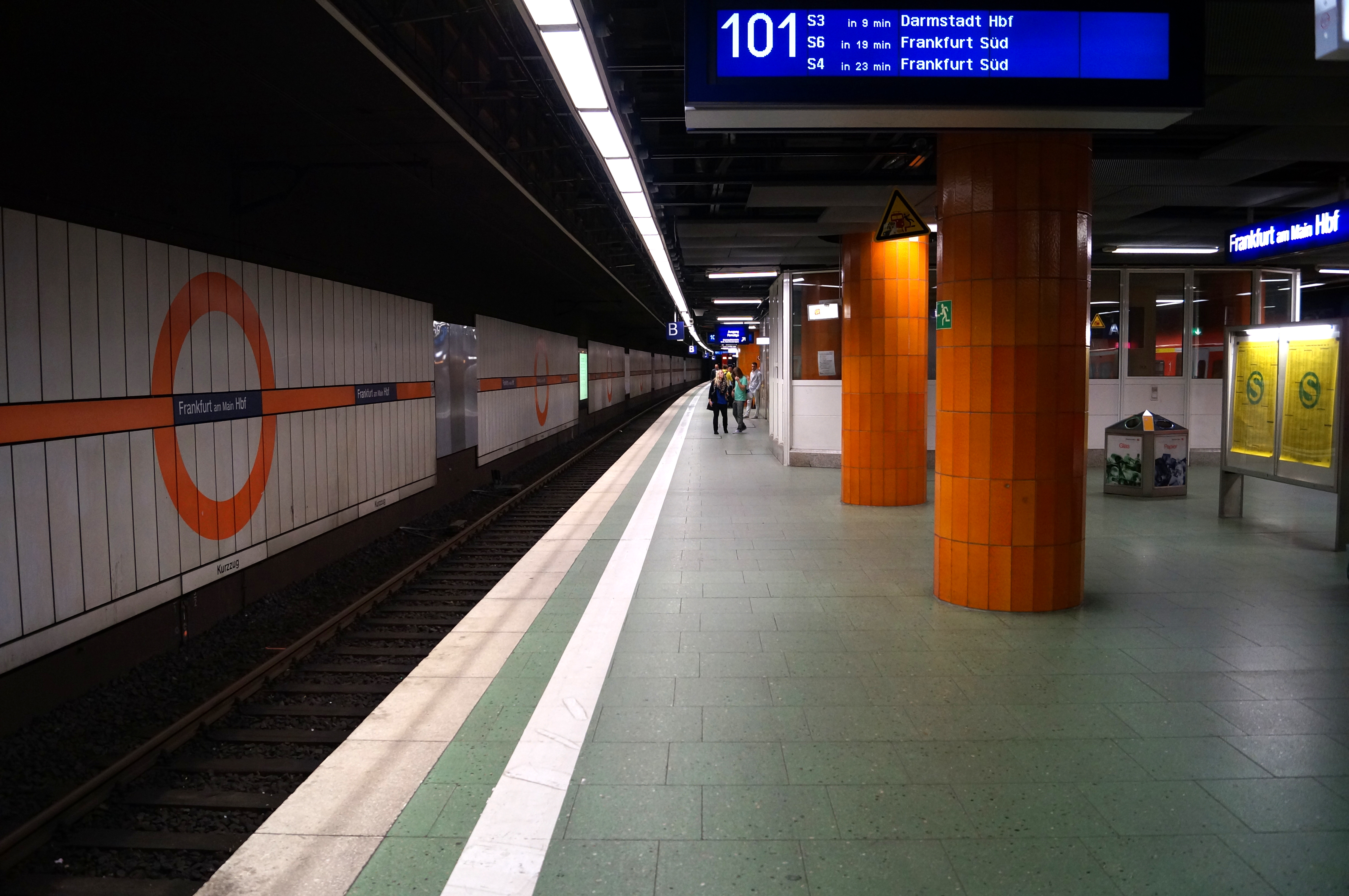
Auf Bahnsteigen markieren optisch abgesetzte Linien den Sicherheitsabstand zu den Gefahren, die von auf den Gleisen verkehrenden Eisenbahnfahrzeugen ausgehen.

Auf Bahnsteigen besteht bei schnell vorbeifahrenden Zügen die Gefahr, vom dadurch entstehenden Sog mitgerissen zu werden. Das kann tödliche Unfälle zur Folge haben. Da in der Regel keine mechanischen Sperren vorhanden sind, wird auf Bahnsteigen ein Sicherheitsbereich markiert, der erst nach Stillstand des Zuges übertreten werden soll. Die Markierung erfolgt durch weiße Linien, in einigen Fällen auch durch eine Schraffur und bei neu gebauten oder sanierten Bahnsteigen auch durch taktil wahrnehmbare Streifen.
Die Deutsche Bahn weist in Sicherheitsinformationen für die Reisenden auf die Gefahren hin. In Deutschland gelten folgende Regeln:
- Die Deutsche Bahn hat seit 1998 sowohl weiße Linien als auch gelb-rote Warnschilder an allen Bahnsteigen angebracht, an denen Züge mit mehr als 80 km/h fahren.
- Der Abstand von der Bahnsteigkante liegt in der Regel bei 85 Zentimetern.
- Bei Gleisen, die von Zügen mit mehr als 160 km/h befahren werden dürfen, ist ein Sicherheitsabstand von 135 cm und Lautsprecherdurchsagen vorgeschrieben, letztere warnen vor Zugdurchfahrten mit Geschwindigkeiten ab 160 km/h zuggenau 120 Sekunden vor Erreichen des Bahnsteigbeginns aus Fahrtrichtung. Teilweise Erfolgen Durchsagen auch bei niedrigeren Geschwindigkeiten.
- Bei Zugdurchfahrten mit mehr als 200 km/h ist ein Sicherheitsabstand von 200 Zentimetern vorgeschrieben und zusätzliche Geländer stehen an der Sicherheitslinie, beispielsweise auf Bahnhöfen zwischen Hamburg und Berlin.

## Elektrotechnik
Bei defekten und den Boden berührenden Hochspannungsleitungen, über die keine weitere Information wie Spannungsebene vorliegt, ist ein Sicherheitsabstand von 20 m empfohlen, da sich dabei im Boden ein sogenannter Spannungstrichter ausbildet. Der Sicherheitsabstand von 20 m ist auf einen Erdungswiderstand von 1 kΩ bei einem Erdschlussstrom von 132 A und einer maximal zulässigen Schrittspannung von 75 V ausgelegt, was Leiterspannungen von mehr als 100 kV bedingt. Im Bereich der Mittelspannungsleitungen reduziert sich wegen der geringeren Spannungen von einigen 10 kV der Sicherheitsabstand auf wenige Meter.
Bei normalerweise Spannung führenden Teilen, die nicht den Boden berühren, beispielsweise Leiterseile von Freileitungen oder Hochspannungsleitungen oder beschädigte Elektroinstallationen, deren sichere Spannungsfreiheit nicht feststeht, ist ein von der Spannungsebene abhängiger Sicherheitsabstand einzuhalten. Für elektrotechnische Laien sind folgende Sicherheitsabstände vorgeschrieben:
- bis 1 kV: 1 m Sicherheitsabstand
- bis 110 kV: 3 m Sicherheitsabstand
- bis 220 kV: 4 m Sicherheitsabstand
- bis 400 kV: 5 m Sicherheitsabstand

## Allgemein, Maschinen- und Gerätebau
Nicht beabsichtigte Berührungen insbesondere von bewegten Geräteteilen können erhebliche Schäden verursachen. Deshalb sind hier je nach der Art der Umgebung, Art der Bewegungen und der Größen und Massen spezielle Sicherheitsabstände in den einschlägigen Sicherheitsbestimmungen definiert.

## Brandschutz
Im Bereich des Brandschutzes können vorbeugende Maßnahmen – wie Sicherheitsabstände zwischen brennbaren Elementen – ein Übergreifen der Flammen verhindern oder wenigstens erschweren oder verzögern. Ein gutes Beispiel dafür ist die Alte Saline in Bad Reichenhall. Nach dem Stadtbrand von 1834, bei dem ein in einem der Sudhäuser der Saline ausgebrochenes Feuer sich rasend schnell über die Stadt mit ihren engen Gassen verteilte, wurde beim Neubau der Saline auch darauf geachtet, großzügige Abstände sowohl innerhalb der Anlage als auch zu benachbarten Gebäuden zu schaffen.

## Infektionsschutz

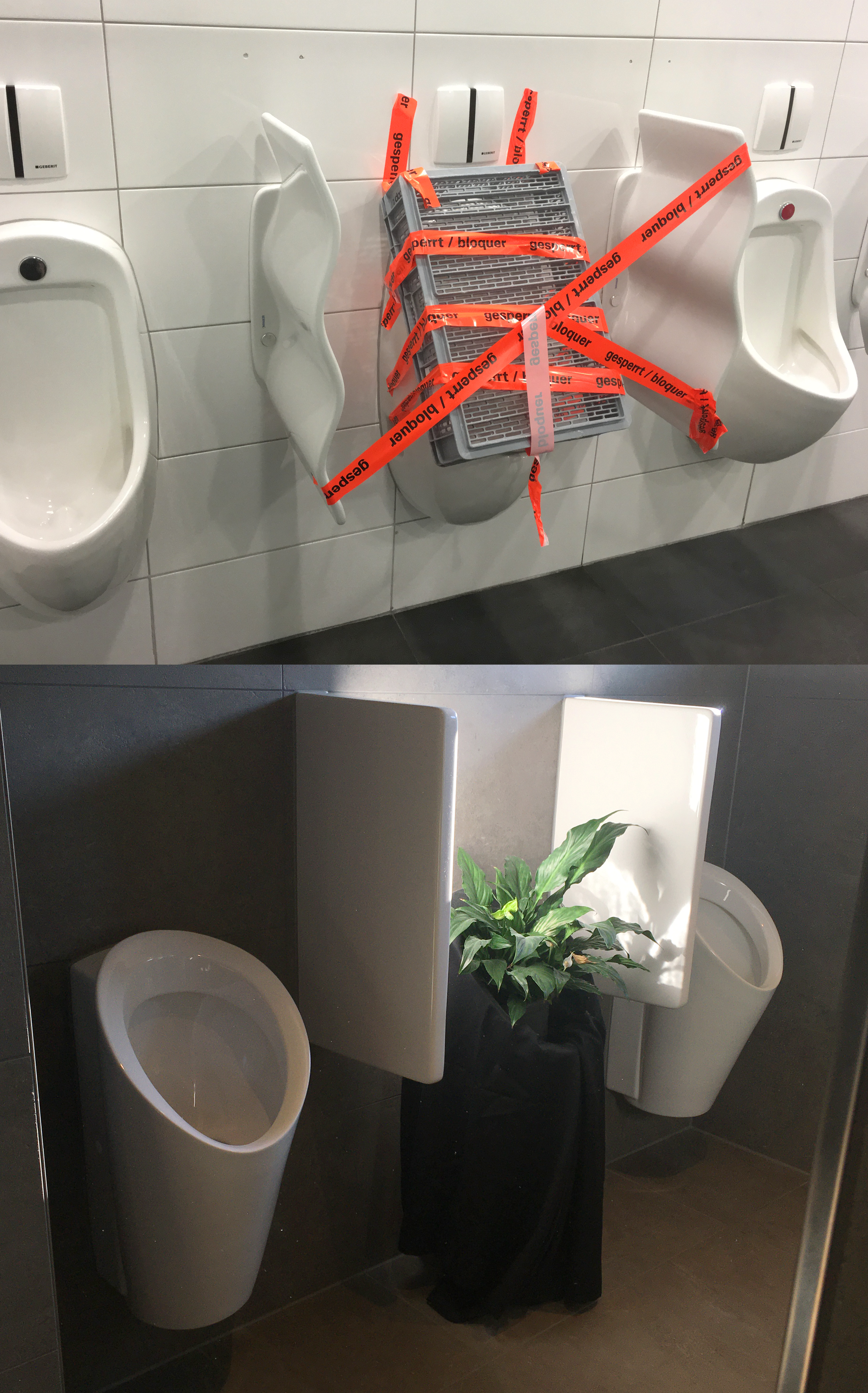
Während der COVID-19-Pandemie wurden Urinale gesperrt, um einen Sicherheitsabstand zu wahren.

Mit der COVID-19-Pandemie bekam der Sicherheitsabstand im Jahr 2020 zunehmend Bedeutung als Maßnahme für den Infektionsschutz. Dabei wurden in mehreren Ländern weltweit physische Abstände zwischen Menschen von mindestens 1,50 Metern empfohlen oder gesetzlich vorgeschrieben.